# Der Abendhimmel, WAB 56
Der Abendhimmel (Le ciel du soir), WAB 56, est une œuvre chorale composée par Anton Bruckner en 1866. En 1862, Bruckner en avait déjà composé une première version pour quatuor vocal d'hommes en 1862.

## Historique
Bruckner composa cette deuxième version du "chant du soir" Der Abendhimmel  le 6 décembre 1866. Il y ré-utilisa le texte de Joseph Christian von Zedlitz, qu'il avait déjà utilisé pour la première version de 1862. Bruckner dédia l'œuvre à la Niederösterreichischer Sängerbund (l'association des chanteurs de la Basse-Autriche),. L'œuvre a été créée par la Wiener Männergesang-Verein (société des chanteurs d'hommes de Vienne) le 17 décembre 1898.
Le manuscrit original est archivé à l'Österreichische Nationalbibliothek,. Il a d'abord été publié comme Zwei Männerchöre par Doblinger, Vienne en 1902 avec le Vaterlandslied, WAB 92 "O könnt' ich dich beglücken",. L'œuvre est éditée dans le Volume XXIII/2, no 19 de la Bruckner Gesamtausgabe.

## Composition
L'œuvre de 38 mesures en fa majeur est conçue pour chœur d'hommes (TTBB) a cappella. Cette deuxième version de Der Abendhimmel présente diverses modulations et pauses, qui sont caractéristiques des mélodies plus tardives de Bruckner.

## Discographie
Une sélection parmi les quelques enregistrements de Der Abendhimmel, WAB 56 :
- Guido Mancusi, Chorus Viennensis, Musik, du himmlisches Gebilde! – CD : ORF CD 73, 1995
- Thomas Kerbl, Männerchorvereinigung Bruckner 08, Anton Bruckner – Männerchöre – CD : LIVA 027, 2008
- Jan Schumacher, Musica Camerata Limburg, Serenade. Songs of night and love – CD : Genuin GEN 12224, 2011

## Sources
- Anton Bruckner – Sämtliche Werke, Band XXIII/2: Weltliche Chorwerke (1843-1893), Musikwissenschaftlicher Verlag der Internationalen Bruckner-Gesellschaft, Angela Pachovsky et Anton Reinthaler (Éditeurs), Vienne, 1989
- Uwe Harten, Anton Bruckner. Ein Handbuch. Residenz Verlag, Salzbourg, 1996.  (ISBN 3-7017-1030-9).
- Cornelis van Zwol, Anton Bruckner 1824-1896 – Leven en werken, uitg. Thot, Bussum, Pays-Bas, 2012.  (ISBN 978-90-6868-590-9)
- Crawford Howie, Anton Bruckner - A documentary biography, édition révisée en ligne